# Біла Гора (Якутія)
Біла Гора (якут. Үрүҥ хайа, рос. Белая Гора) — селище міського типу в Росії, адміністративний центр Абийського улусу Республіки Саха (Якутія).

## Джерело
- Біла Гора [Архівовано 2 березня 2014 у Wayback Machine.](рос.)

| Росія | Це незавершена стаття з географії Росії. Ви можете допомогти проєкту, виправивши або дописавши її. |